# Charadrius placidus
El chorlitejo piquilargo (Charadrius placidus) también conocido como chorlitejo de Chatham o chorlitejo de pico largo, es una especie de ave de la familia Charadriidae nativo de Asia.

## Distribución
Se distribuye a través de Bangladés, Bután, Brunéi, Camboya, China, Hong Kong, India, Indonesia, Japón, Corea, Laos, Malasia, Mongolia, Myanmar, Nepal, Rusia, Sri Lanka, Taiwán, Tailandia y Vietnam.